# Finales NBA 1966
Navigation
Finales 1965 Finales 1967
Les finales NBA 1966 sont la dernière série de matchs de la saison 1965-1966 de la NBA et la conclusion des séries éliminatoires (playoffs) de la saison. Le champion de la division Est, les Celtics de Boston rencontrent le champion de la division Ouest les Lakers de Los Angeles.
Les Celtics sont la première (et la seule à ce jour) franchise à remporter huit titres NBA consécutifs.
Lors de ces finales les Celtics jouent avec cinq joueurs futurs membres du Hall of Fame : Bill Russell, Sam Jones, K.C. Jones, Tom Sanders et John Havlicek ainsi que l'entraîneur Red Auerbach ainsi que deux joueurs des Lakers : Jerry West et Elgin Baylor.

## Avant les finales

### Celtics de Boston
Lors de la saison régulière les Celtics de Boston ont terminé la saison second de la division Est avec un bilan de 54 victoires pour 26 défaites à une victoire derrière les 76ers de Philadelphie.
Les Celtics, se sont qualifiés en battant en demi-finales de division les Royals de Cincinnati trois victoires à deux puis en finales de division les 76ers de Philadelphie quatre victoires à une.

### Lakers de Los Angeles
Lors de la saison régulière les Lakers ont terminé la saison champion de la division Ouest avec un bilan de 49 victoires pour 31 défaites.
Les Lakers se sont qualifiés en battant en finales de division les Hawks de Saint-Louis quatre victoires à trois.

### Parcours comparés vers les finales NBA
| Champion de division | Qualifié pour les playoffs | Éliminé des playoffs |

| Franchise             | V  | D  | PCT    | R  | Dom   | Ext   | N    | Div   |
| --------------------- | -- | -- | ------ | -- | ----- | ----- | ---- | ----- |
| 76ers de Philadelphie | 55 | 25 | 68,8 % | –  | 22–3  | 20–17 | 13–5 | 20–10 |
| Celtics de Boston     | 54 | 26 | 67,5 % | 1  | 26–5  | 19–18 | 9–3  | 19–11 |
| Royals de Cincinnati  | 45 | 35 | 56,3 % | 10 | 25–6  | 11–23 | 9–6  | 16–14 |
| Knicks de New York    | 30 | 50 | 37,5 % | 25 | 20–14 | 4–30  | 6–6  | 5–25  |

| Franchise                 | V  | D  | PCT    | R  | Dom   | Ext   | N     | Div   |
| ------------------------- | -- | -- | ------ | -- | ----- | ----- | ----- | ----- |
| Lakers de Los Angeles     | 45 | 35 | 56,3 % | –  | 28–11 | 13–21 | 4–3   | 29–11 |
| Bullets de Baltimore      | 38 | 42 | 47,5 % | 7  | 29–9  | 4–25  | 5–8   | 20–20 |
| Hawks de Saint-Louis      | 36 | 44 | 45,0 % | 9  | 22–10 | 6–22  | 8–12  | 19–21 |
| Warriors de San Francisco | 35 | 45 | 43,8 % | 10 | 12–14 | 8–19  | 15–12 | 21–19 |
| Pistons de Détroit        | 22 | 58 | 27,5 % | 23 | 13–17 | 4–22  | 5–19  | 11–29 |

### Face à face en saison régulière

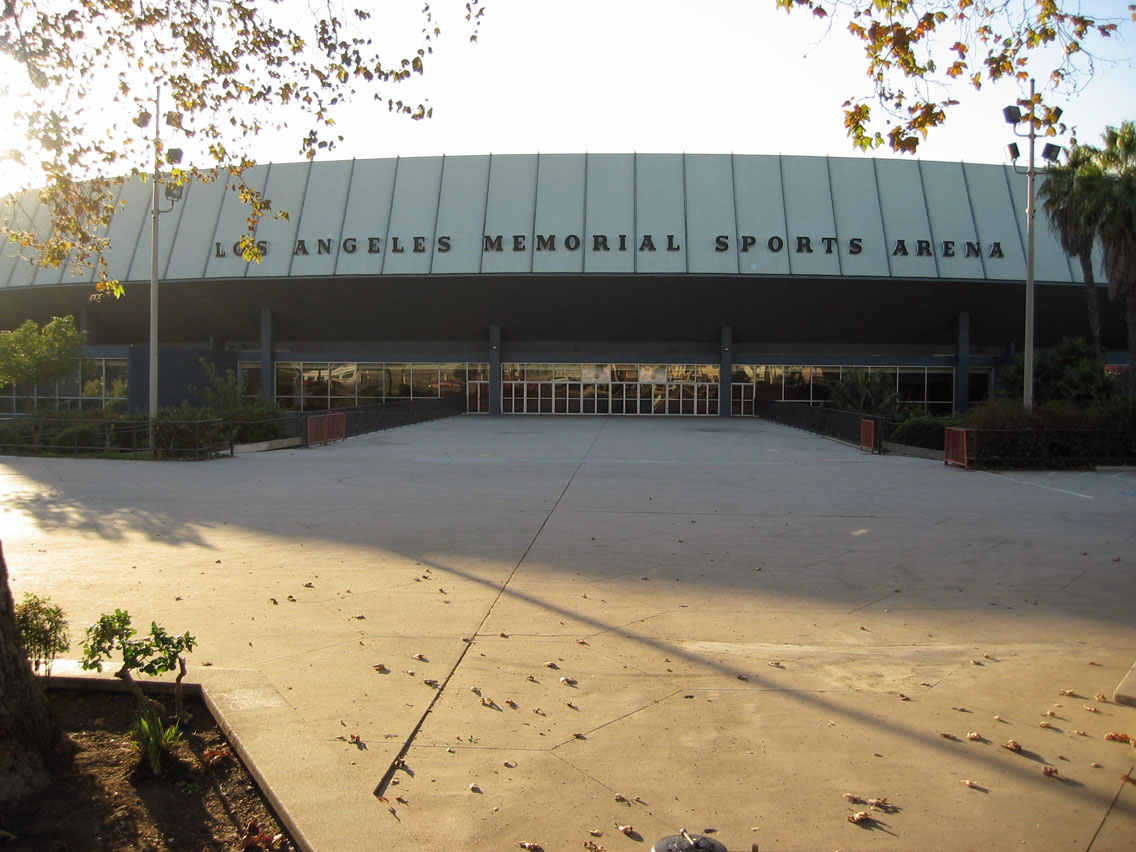
Los Angeles Memorial Sports Arena

Les Celtics et les Lakers se sont rencontrés 10 fois pour un bilan de 7 victoires à 3 en faveur des Celtics.
| Match | Date             | équipe à domicile     | Score   | équipe à l'extérieur  |
| ----- | ---------------- | --------------------- | ------- | --------------------- |
| 1     | 20 octobre 1965  | Celtics de Boston     | 100-96  | Lakers de Los Angeles |
| 2     | 17 novembre 1965 | Lakers de Los Angeles | 125-115 | Celtics de Boston     |
| 3     | 27 novembre 1965 | Celtics de Boston     | 101-95  | Lakers de Los Angeles |
| 4     | 8 décembre 1965  | Lakers de Los Angeles | 106-108 | Celtics de Boston     |
| 5     | 2 janvier 1966   | Lakers de Los Angeles | 113-124 | Celtics de Boston     |
| 6     | 5 janvier 1966   | Lakers de Los Angeles | 120-113 | Celtics de Boston     |
| 7     | 12 janvier 1966  | Celtics de Boston     | 114-102 | Lakers de Los Angeles |
| 8     | 13 février 1966  | Celtics de Boston     | 110-120 | Lakers de Los Angeles |
| 9     | 19 février 1966  | Lakers de Los Angeles | 111-115 | Celtics de Boston     |
| 10    | 21 février 1966  | Lakers de Los Angeles | 108-115 | Celtics de Boston     |

## Formule

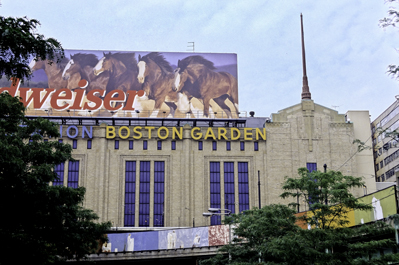
Le Boston Garden

Pour les séries finales la franchise gagnante est la première à remporter quatre victoires, soit un minimum de quatre matchs et un maximum de sept. Les rencontres se déroulent dans l'ordre suivant :
| Match | Recevant       | Match | Recevant       | Match | Recevant        | Match | Recevant        |
| ----- | -------------- | ----- | -------------- | ----- | --------------- | ----- | --------------- |
| 1     | Meilleur bilan | 2     | Meilleur bilan | 3     | Moins bon bilan | 4     | Moins bon bilan |

| Match | Recevant       | Match | Recevant        | Match | Recevant       |
| ----- | -------------- | ----- | --------------- | ----- | -------------- |
| 5     | Meilleur bilan | 6     | Moins bon bilan | 7     | Meilleur bilan |

Les Celtics ont l'avantage du terrain lors de la finale, car ils ont un meilleur bilan en saison régulière (54-26 contre 45-35).

## Les finales

### Tableau
|                       | Match 1 | Match 2 | Match 3 | Match 4 | Match 5 | Match 6 | Match 7 | Score final |
| Celtics de Boston     | 129     | 129     | 120     | 122     | 117     | 115     | 95      | 4           |
| Lakers de Los Angeles | 133     | 109     | 106     | 117     | 121     | 123     | 93      | 3           |

Les scores en couleur représentent l'équipe à domicile. Le score du match en gras est le vainqueur du match.

### Match 1
| 17 avril 1966 | Rapport | Lakers de Los Angeles 133, Celtics de Boston 129              | Lakers de Los Angeles 133, Celtics de Boston 129 | Lakers de Los Angeles 133, Celtics de Boston 129 | OT | Boston Garden, Boston Affluence : 13 909 Arbitres : Mendy Rudolph – Joe Goshue |
| 17 avril 1966 | Rapport | Score par quart-temps : 20-34, 41-28, 34-37, 26-22, OT : 12-5 |                                                  |                                                  | OT | Boston Garden, Boston Affluence : 13 909 Arbitres : Mendy Rudolph – Joe Goshue |
| 17 avril 1966 | Rapport | Jerry West 41 Elgin Baylor 20 Gail Goodrich 5                 | Points Rebonds Passes d.                         | Bill Russell 28 Bill Russell 26 Sam Jones 9      | OT | Boston Garden, Boston Affluence : 13 909 Arbitres : Mendy Rudolph – Joe Goshue |
| 17 avril 1966 | Rapport | Los Angeles mène la série 1 à 0                               |                                                  |                                                  | OT | Boston Garden, Boston Affluence : 13 909 Arbitres : Mendy Rudolph – Joe Goshue |

### Match 2
| 19 avril 1966 | Rapport | Lakers de Los Angeles 109, Celtics de Boston 129   | Lakers de Los Angeles 109, Celtics de Boston 129 | Lakers de Los Angeles 109, Celtics de Boston 129            |  | Boston Garden, Boston Affluence : 13 909 Arbitres : Earl Strom – Norm Drucker |
| 19 avril 1966 | Rapport | Score par quart-temps : 25-35, 22-36, 35-30, 27-28 |                                                  |                                                             |  | Boston Garden, Boston Affluence : 13 909 Arbitres : Earl Strom – Norm Drucker |
| 19 avril 1966 | Rapport | Jerry West 18 Elgin Baylor 14 Walt Hazzard 5       | Points Rebonds Passes d.                         | Sam Jones, John Havlicek 21 Bill Russell 24 John Havlicek 7 |  | Boston Garden, Boston Affluence : 13 909 Arbitres : Earl Strom – Norm Drucker |
| 19 avril 1966 | Rapport | Égalité dans la série 1 à 1                        |                                                  |                                                             |  | Boston Garden, Boston Affluence : 13 909 Arbitres : Earl Strom – Norm Drucker |

### Match 3
| 20 avril 1966 | Rapport | Celtics de Boston 120, Lakers de Los Angeles 106       | Celtics de Boston 120, Lakers de Los Angeles 106 | Celtics de Boston 120, Lakers de Los Angeles 106 |  | Los Angeles Memorial Sports Arena, Los Angeles Affluence : 15 501 Arbitres : Earl Strom – Norm Drucker |
| 20 avril 1966 | Rapport | Score par quart-temps : 25-29, 32-27, 35-19, 28-31     |                                                  |                                                  |  | Los Angeles Memorial Sports Arena, Los Angeles Affluence : 15 501 Arbitres : Earl Strom – Norm Drucker |
| 20 avril 1966 | Rapport | Sam Jones 36 Bill Russell 19 Tom Sanders, K.C. Jones 5 | Points Rebonds Passes d.                         | Jerry West 34 Elgin Baylor 15 Jim King 6         |  | Los Angeles Memorial Sports Arena, Los Angeles Affluence : 15 501 Arbitres : Earl Strom – Norm Drucker |
| 20 avril 1966 | Rapport | Boston mène la série 2 à 1                             |                                                  |                                                  |  | Los Angeles Memorial Sports Arena, Los Angeles Affluence : 15 501 Arbitres : Earl Strom – Norm Drucker |

Les Celtics n’alignent pour cette rencontre que sept joueurs contre neuf aux Lakers. À la mi-temps ils ne mènent que d’un point : 57 à 56. Ils effectuent alors un fabuleux troisième quart-temps ponctué par un score de 35 à 19 les propulsant vers la victoire, malgré un quatrième quart temps gagné 31 à 28 par les Lakers. Les Celtics s’imposent finalement de 14 points grâce à un Sam Jones très adroit aux lancers francs avec 12 sur 13 ainsi que 12 paniers sur 22 pour un total de 36 points.

### Match 4
| 22 avril 1966 | Rapport | Celtics de Boston 122, Lakers de Los Angeles 117   | Celtics de Boston 122, Lakers de Los Angeles 117 | Celtics de Boston 122, Lakers de Los Angeles 117 |  | Los Angeles Memorial Sports Arena, Los Angeles Affluence : 15 251 Arbitres : Mendy Rudolph – Joe Goshue |
| 22 avril 1966 | Rapport | Score par quart-temps : 31-27, 35-29, 34-33, 27-28 |                                                  |                                                  |  | Los Angeles Memorial Sports Arena, Los Angeles Affluence : 15 251 Arbitres : Mendy Rudolph – Joe Goshue |
| 22 avril 1966 | Rapport | John Havlicek 32 Bill Russell 18 Larry Siegfried 7 | Points Rebonds Passes d.                         | Jerry West 45 Elgin Baylor 12 Jerry West 10      |  | Los Angeles Memorial Sports Arena, Los Angeles Affluence : 15 251 Arbitres : Mendy Rudolph – Joe Goshue |
| 22 avril 1966 | Rapport | Boston mène la série 3 à 1                         |                                                  |                                                  |  | Los Angeles Memorial Sports Arena, Los Angeles Affluence : 15 251 Arbitres : Mendy Rudolph – Joe Goshue |

Les Celtics mènent toute la rencontre, remportant ainsi une seconde victoire consécutive à l’exterieur. Celle-ci leur permet de n’être plus qu’à une victoire d’un nouveau titre, la prochaine rencontre ayant lieu à Boston. Les Lakers ne doivent leur faible défaite que grâce au trio West, Baylor et Ellis auteurs respectivement de 45, 24 et 21 points, alors que six des huit joueurs des Celtics ont marqué plus de 13 points. les Celtics mènent donc trois victoires à une avant de recevoir les Lakers deux jours plus tard.

### Match 5
| 24 avril 1966 | Rapport | Lakers de Los Angeles 121, Celtics de Boston 117   | Lakers de Los Angeles 121, Celtics de Boston 117 | Lakers de Los Angeles 121, Celtics de Boston 117              |  | Boston Garden, Boston Affluence : 13 909 Arbitres : Earl Strom – Norm Drucker |
| 24 avril 1966 | Rapport | Score par quart-temps : 37-23, 27-35, 26-31, 31-28 |                                                  |                                                               |  | Boston Garden, Boston Affluence : 13 909 Arbitres : Earl Strom – Norm Drucker |
| 24 avril 1966 | Rapport | Elgin Baylor 41 Elgin Baylor 16 Jerry West 5       | Points Rebonds Passes d.                         | Bill Russell 32 Bill Russell 28 K.C. Jones, Larry Siegfried 6 |  | Boston Garden, Boston Affluence : 13 909 Arbitres : Earl Strom – Norm Drucker |
| 24 avril 1966 | Rapport | Boston mène la série 3 à 2                         |                                                  |                                                               |  | Boston Garden, Boston Affluence : 13 909 Arbitres : Earl Strom – Norm Drucker |

Surprise au Boston Garden où tout le monde s’attendait, au vu des deux derniers match, à un nouveau triomphe des Celtics. Ce sont les Lakers qui s’imposent et reviennent à 3 à 2 avant de recevoir les Celtics. Cette rencontre a été marquée par le duel entre le trio des Lakers West (31 points) Ellis (17 points et 15 rebonds) et surtout Baylor (41 points et 16 rebonds) et le duo des Celtics Bill Russell (32 points et 28 rebonds) et John Havlicek (25 points et 10 rebonds).

### Match 6
| 26 avril 1966 | Rapport | Celtics de Boston 115, Lakers de Los Angeles 123   | Celtics de Boston 115, Lakers de Los Angeles 123 | Celtics de Boston 115, Lakers de Los Angeles 123 |  | Los Angeles Memorial Sports Arena, Los Angeles Affluence : 15 069 Arbitres : Mendy Rudolph – Earl Strom |
| 26 avril 1966 | Rapport | Score par quart-temps : 29-32, 29-36, 32-21, 25-34 |                                                  |                                                  |  | Los Angeles Memorial Sports Arena, Los Angeles Affluence : 15 069 Arbitres : Mendy Rudolph – Earl Strom |
| 26 avril 1966 | Rapport | John Havlicek 27 Bill Russell 23 K.C. Jones 6      | Points Rebonds Passes d.                         | Jerry West 32 Elgin Baylor 14 Jerry West 7       |  | Los Angeles Memorial Sports Arena, Los Angeles Affluence : 15 069 Arbitres : Mendy Rudolph – Earl Strom |
| 26 avril 1966 | Rapport | Égalité dans la série 3 à 3                        |                                                  |                                                  |  | Los Angeles Memorial Sports Arena, Los Angeles Affluence : 15 069 Arbitres : Mendy Rudolph – Earl Strom |

Match indécis, car si à la mi-temps les Lakers mènent 68 à 58, les Celtics reprennent l'avantage d'un point à la fin du troisième quart temps 90 à 89. Finalement les Lakers font un bon quart temps final gagné 34 à 25, qui leur permet de gagner ce match 123 à 115 et d'obtenir le droit de disputer le titre lors d'un septième match à Boston.

### Match 7
| 28 avril 1964 | Rapport | Lakers de Los Angeles 93, Celtics de Boston 95            | Lakers de Los Angeles 93, Celtics de Boston 95 | Lakers de Los Angeles 93, Celtics de Boston 95            |  | Boston Garden, Boston Affluence : 13 909 Arbitres : Mendy Rudolph – Earl Strom |
| 28 avril 1964 | Rapport | Score par quart-temps : 20-27, 18-26, 22-23, 33-19        |                                                |                                                           |  | Boston Garden, Boston Affluence : 13 909 Arbitres : Mendy Rudolph – Earl Strom |
| 28 avril 1964 | Rapport | Jerry West 36 Elgin Baylor 14 Jerry West, Walt Hazzard 3  | Points Rebonds Passes d.                       | Bill Russell 25 Bill Russell 32 K.C. Jones, Tom Sanders 3 |  | Boston Garden, Boston Affluence : 13 909 Arbitres : Mendy Rudolph – Earl Strom |
| 28 avril 1964 | Rapport | Boston gagne la série 4 à 3 et devient champion NBA 1966. |                                                |                                                           |  | Boston Garden, Boston Affluence : 13 909 Arbitres : Mendy Rudolph – Earl Strom |

## Équipes

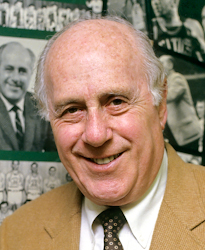
Red Auerbach obtient son 9e titre comme entraineur des Celtics de Boston.

Tom Heinsohn ayant arrêté sa carrière, Bill Russell comme joueur et Red Auerbach comme entraineur deviennent les plus titrés de NBA avec 9 titres chacun (dont 8 consécutifs).
| Effectif des Celtics de Boston - Champions NBA 1965-1966 |
| --- |
| 5 John Thompson • 6 Bill Russell• 11 Mel Counts • 12 Willie Naulls • 15 Tom Heinsohn • 16 Satch Sanders • 17 John Havlicek • 18 Woody Sauldsberry 19 Don Nelson •• 20 Larry Siegfried• 21 Ron Bonham • 24 Sam Jones • 25 K.C. Jones • 28 Sihugo Green Entraîneur : Red Auerbach |

| Effectif des Lakers de Los Angeles - Champions de la Division Ouest |
| --- |
| 5 Dick Barnett • 12 Gene Wiley • 14 Darrall Imhoff • 21 Jim King • 22 Elgin Baylor • 25 Leroy Ellis • 35 Rudy LaRusso • 40 Bill McGill • 42 Mahdi Abdul-Rahman • 44 Jerry West Entraîneur : Fred Schaus |